# Dzsehutihotep (núbiai kormányzó)
Dzsehutihotep (más néven Paitszi) núbiai hivatalnok volt Hatsepszut és III. Thotmesz ókori egyiptomi fáraók uralkodása alatt. Címe szerint „Teh-khet főnöke” volt, ami azt jelenti, Alsó-Núbia egy részét kormányozta az egyiptomi uralkodó nevében. Núbiának ezt a részét az újbirodalmi fáraók hódították meg; hogy megerősítsék hatalmukat az új terület fölött, a helyi előkelők közül neveztek ki kormányzókat. Teh-khet körülbelül Debeira és Szerra környékén terült el. A helyi kormányzók egy családból kerültek ki. Dzsehutihotep apja, Ruiu szintén Teh-khet főnöke volt, anyját Runiának hívták, feleségét Tenetnubnak. Fivére, Amenemhat szintén Teh-khet főnöke lett, ő követte Dzsehutihotepet hivatalában.
Dzsehutihotepnek számos említése fennmaradt. Ezek közül a legfontosabb sziklába vájt sírja Kelet-Debeirában. A sír három helyiségből áll, melyek közül az első festett díszítéssel rendelkezik, a másodikban rossz állapotban fennmaradt szobrok találhatóak. A sír egyike a kevés díszített alsó-núbiai sziklasírnak az Újbirodalom idejéből.
Dzsehutihotepet és fivérét, Amenemhatot ábrázolják apjuk, Ruiu fivérének, Szenmoszénak Kubbet el-Hawa-i sírjában. Dzsehutihotep neve szerepel egy rövid sziklafeliraton is Asszuán közelében, valamint Nyugat-Debeirában talált tárgyakon.

## Fordítás
- Ez a szócikk részben vagy egészben  a   Djehutyhotep (chief of Teh-khet) című angol Wikipédia-szócikk ezen változatának fordításán alapul.  Az eredeti cikk szerkesztőit annak laptörténete sorolja fel. Ez a jelzés csupán a megfogalmazás eredetét és a szerzői jogokat jelzi, nem szolgál a cikkben szereplő információk forrásmegjelöléseként.